# Lady Gaga: Enigma
Lady Gaga: Enigma es la segunda residencia de conciertos de la cantautora estadounidense Lady Gaga. Inició el 28 de diciembre de 2018. Se lleva a cabo en el MGM Park Theater de Las Vegas, Estados Unidos. La residencia cuenta con dos modalidades de espectáculo; la primera, Enigma, donde Gaga interpreta sus mayores éxitos, y la segunda, Jazz & Piano, donde canta versiones de temas del Great American Songbook.
El espectáculo recibió la aclamación crítica en sus dos modalidades, con los expertos alabando la voz de Gaga, su energía en el escenario y su versatilidad. Varios también coincidieron en que es uno de los mejores espectáculos ofrecidos en Las Vegas.

## Antecedentes y anuncio
En marzo de 2014, Gaga realizó su primera residencia de conciertos en la ciudad de Nueva York, llamada Lady Gaga Live at Roseland Ballroom, la cual fue hecha para conmemorar el cierre definitivo de dicho recinto. En diciembre de 2017, a mitad de su Joanne World Tour, comenzaron a circular rumores a través de Internet que aseguraban que la artista realizaría una segunda residencia, esta vez en la ciudad de Las Vegas, la cual ha albergado una amplia variedad de residencias de otros artistas como Mariah Carey, Britney Spears, Elton John, Celine Dion, Bruno Mars y Ricky Martin. El 19 de ese mes, Gaga confirmó los rumores a través de una serie de imágenes publicadas en Instagram donde firmaba el contrato con los propietarios del MGM Theater, lugar donde se llevarían a cabo los espectáculos. En dicho contrato, se estipuló que la residencia tendría una duración de dos años, con un total de 74 conciertos, empezando a partir de diciembre de 2018. Asimismo, a Gaga se le pagaría la suma de 100 millones de dólares estadounidenses, y el contrato estaba abierto a renovación por si la artista decidía extender la residencia. Al respecto, aseguró que actuar en Las Vegas era uno de sus más grandes sueños, y que llevaría un «espectáculo completamente nuevo», dando su mayor esfuerzo cada noche.
En julio de 2018, un error con la plataforma de Ticketmaster desveló que la residencia se llamaría Lady Gaga: Enigma, pero rápidamente el fallo fue corregido. No fue sino hasta el 8 de agosto de ese año que la artista confirmó que, en efecto, ese sería el nombre de la residencia y la misma daría inicio oficialmente el 28 de diciembre de ese año. Adicionalmente, Gaga explicó que la residencia tendría dos modalidades de espectáculo, el primero titulado Enigma, en el cual Gaga interpretaría sus mayores éxitos, y el otro titulado Jazz & Piano, donde cantaría versiones lentas de sus temas y también versiones de canciones del Great American Songbook.
A pesar de que las residencias de conciertos en Las Vegas son comúnmente vistas como el declive definitivo de la carrera musical de un artista, tras el anuncio del contrato de Gaga, la prensa comenzó a analizar la repercusión e el impacto que dichos acuerdos tendrían. De acuerdo con la revista Variety, la ciudad necesita artistas como Gaga, pues es reconocida por dar increíbles conciertos. Además, al ser la mayoría de sus seguidores jóvenes, esto serviría para ampliar la variedad de público visitante.

### Renovación
Un total de nueve espectáculos estaban programados para los meses de abril y mayo de 2020, pero todos fueron cancelados a causa de la pandemia de COVID-19, que provocó el cierre del recinto. Tras más de un año desde del cese de los conciertos, Gaga anunció el 23 de agosto de 2021 a través de Instagram que la residencia regresaría oficialmente en octubre con nueve espectáculos de la modalidad Jazz & Piano, que sería renovada e incluiría los temas de Love for Sale (2021), su segundo álbum en colaboración con Tony Bennett.

## Recepción

### Comentarios de la crítica

#### Enigma

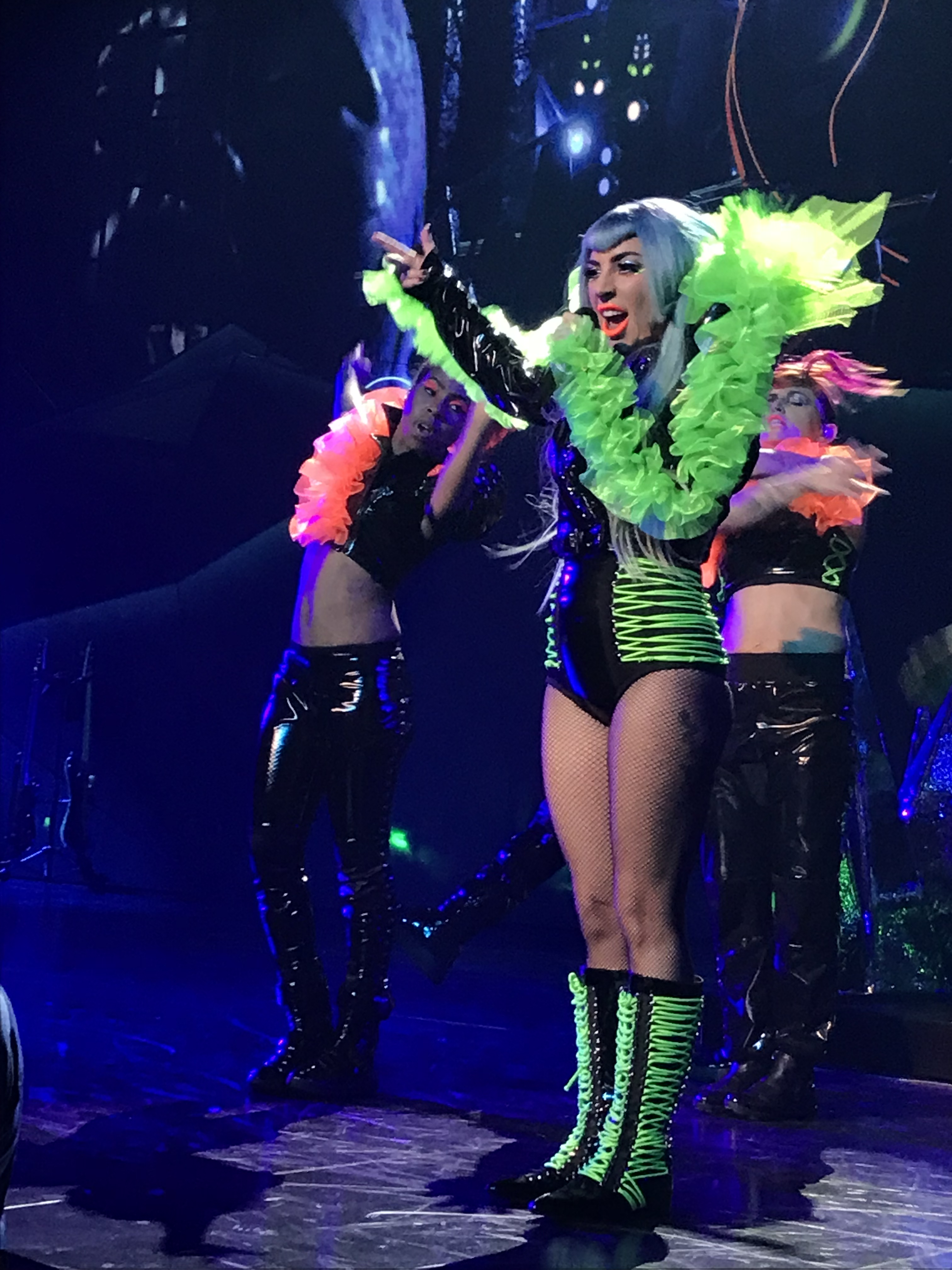
Gaga interpretando «Beautiful, Dirty, Rich» durante uno de los conciertos de Enigma.

Chris Willman de Variety alabó el rendimiento vocal de Gaga por su consistencia y su teatralidad. Mark Gray de la revista People mencionó que el espectáculo es altamente enérgico y que cumplía las expectativas, además de dar comentarios positivos sobre la teatralidad y la interacción de la artista con la audiencia. Andreas Hale de Billboard afirmó que todos los números musicales eran «grandiosos y sobresalientes», y también sostuvo que los atuendos eran «sorprendentemente únicos». Hale cerró diciendo que «es obvio que Gaga está más que cómoda en los escenarios de Las Vegas, ofreciendo algunos de sus mejores espectáculos. Simplemente, nació para hacer esto». John Katsilometes de Las Vegas Review-Journal aclamó las habilidades vocales de la artista y con el piano, así como sus técnicas de baile y su interacción con el público. Katsilometes también aseguró que es uno de los mejores espectáculos ofrecidos en la ciudad. Brittany Spanos de Rolling Stone destacó la variedad del listado de canciones y la improvisación de la artista en el escenario. En su reseña, también aseguró que Enigma es «el espectáculo que confirma e inicia su legado».
Marc Snetiker de Entertainment Weekly consideró que la participación de Gaga en una residencia de Las Vegas sirvió para demostrar que dichos espectáculos ya no suponen el fin de la carrera de un artista, sino lo opuesto. También sostuvo que se puede pasar un buen rato durante el concierto.

#### Jazz and Piano
Chris Willman de Variety alabó la voz de la artista a través del espectáculo por su emoción, destacando que es incluso mejor que en Enigma. También destacó la cohesión del espectáculo y el arreglo de la banda. Mikael Wood de Los Angeles Times dijo que tanto Enigma como Jazz & Piano canalizan la esencia de Gaga a pesar de sus diferencias en estilo y repertorio, y que ambos «están llenos de fuerza y una voz espectacular».

### Recepción comercial
Durante la primera etapa de la residencia, la cual constó de 11 conciertos, se vendieron un total de 59 162 entradas y se recaudaron casi 16 millones de dólares. Tales cifras promediaron cerca de 1.4 millones en recaudación por concierto. De acuerdo con la revista Billboard, esto supuso el mejor debut de cualquier residencia de conciertos, superando a artistas como Céline Dion, Britney Spears, Jennifer Lopez, Gwen Stefani, Backstreet Boys y Shania Twain. Además de ello, tras la primera etapa, la revista reportó que Gaga había superado la cifra de 500 millones de dólares recaudados en sumatoria de todas sus giras y residencias, siendo la quinta artista femenina de la historia en lograrlo, después de Madonna, Céline Dion, Taylor Swift y Beyoncé. Aproximadamente a Gaga se le pagó un millón de dólares por cada concierto ofrecido, siendo más del doble del sueldo de Céline Dion, quien era la artista mejor pagada de la ciudad.
Por otra parte, Gaga ofreció una serie de conciertos privados para empresas como Apple y Amway, en los cuales se le pagaron cerca de cinco millones de dólares.

## Lista de canciones
| Enigma 1. «Just Dance» 2. «Poker Face» 3. «LoveGame» 4. «Dance in the Dark» 5. «Beautiful, Dirty, Rich» 6. «The Fame» 7. «Telephone» 8. «Applause» 9. «Paparazzi» 10. «Aura» 11. «Scheiße» 12. «Judas» 13. «Government Hooker» 14. «I'm Afraid of Americans» 15. «The Edge of Glory» 16. «Alejandro» 17. «Million Reasons» 18. «Yoü and I» 19. «Bad Romance» 20. «Born This Way» 21. Encore: «Shallow» | Jazz & Piano 1. «Luck Be a Lady» 2. «Anything Goes» 3. «Call Me Irresponsible» 4. «Orange Colored Sky» 5. «Poker Face» (versión jazz) 6. «The Lady Is a Tramp» 7. «Cheek to Cheek» 8. «I Can't Give You Anything but Love, Baby» 9. «Someone to Watch Over Me» 10. «Born This Way» (versión jazz) 11. «Bang Bang (My Baby Shot Me Down)» 12. «Coquette» 13. «What a Diff'rence a Day Made» 14. «Paparazzi» (versión jazz) 15. «La Vie en rose» 16. «Just a Gigolo» 17. «Lush Life» 18. «Bad Romance» (versión jazz) 19. «Fly Me to the Moon» 20. Encore: «New York, New York» |

## Fechas y recaudación

### Residencia
| Fecha                    | Tipo de concierto | Ciudad    | País           | Lugar            | Boletos disponibles/vendidos | Recaudación (en USD) |
| ------------------------ | ----------------- | --------- | -------------- | ---------------- | ---------------------------- | -------------------- |
| Etapa I                  |                   |           |                |                  |                              |                      |
| 28 de diciembre de 2018  | Enigma            | Las Vegas | Estados Unidos | MGM Park Theater | 16 061 / 16 061 (100%)       | $4 281 824           |
| 30 de diciembre de 2018  | Enigma            | Las Vegas | Estados Unidos | MGM Park Theater | 16 061 / 16 061 (100%)       | $4 281 824           |
| 31 de diciembre de 2018  | Enigma            | Las Vegas | Estados Unidos | MGM Park Theater | 16 061 / 16 061 (100%)       | $4 281 824           |
| 17 de enero de 2019      | Enigma            | Las Vegas | Estados Unidos | MGM Park Theater | 32 402 / 32 402 (100%)       | $8 744 130           |
| 19 de enero de 2019      | Enigma            | Las Vegas | Estados Unidos | MGM Park Theater | 32 402 / 32 402 (100%)       | $8 744 130           |
| 20 de enero de 2019      | Jazz & Piano      | Las Vegas | Estados Unidos | MGM Park Theater | 32 402 / 32 402 (100%)       | $8 744 130           |
| 24 de enero de 2019      | Enigma            | Las Vegas | Estados Unidos | MGM Park Theater | 32 402 / 32 402 (100%)       | $8 744 130           |
| 26 de enero de 2019      | Enigma            | Las Vegas | Estados Unidos | MGM Park Theater | 32 402 / 32 402 (100%)       | $8 744 130           |
| 31 de enero de 2019      | Enigma            | Las Vegas | Estados Unidos | MGM Park Theater | 32 402 / 32 402 (100%)       | $8 744 130           |
| 2 de febrero de 2019     | Enigma            | Las Vegas | Estados Unidos | MGM Park Theater | 10 699 / 10 699 (100%)       | $2 944 482           |
| 3 de febrero de 2019     | Jazz & Piano      | Las Vegas | Estados Unidos | MGM Park Theater | 10 699 / 10 699 (100%)       | $2 944 482           |
| Etapa II                 |                   |           |                |                  |                              |                      |
| 30 de mayo de 2019       | Enigma            | Las Vegas | Estados Unidos | MGM Park Theater | 5446 / 5446 (100%)           | $1 459 493           |
| 1 de junio de 2019       | Enigma            | Las Vegas | Estados Unidos | MGM Park Theater | 5470 / 5470 (100%)           | $1 501 484           |
| 2 de junio de 2019       | Jazz & Piano      | Las Vegas | Estados Unidos | MGM Park Theater | 5283 / 5283 (100%)           | $1 540 331           |
| 6 de junio de 2019       | Enigma            | Las Vegas | Estados Unidos | MGM Park Theater | 10 940 / 10 940 (100%)       | $3 002 968           |
| 8 de junio de 2019       | Enigma            | Las Vegas | Estados Unidos | MGM Park Theater | 10 940 / 10 940 (100%)       | $3 002 968           |
| 9 de junio de 2019       | Jazz & Piano      | Las Vegas | Estados Unidos | MGM Park Theater | 5283 / 5283 (100%)           | $1 540 331           |
| 12 de junio de 2019      | Enigma            | Las Vegas | Estados Unidos | MGM Park Theater | 16 441 / 16 441 (100%)       | $4 504 452           |
| 14 de junio de 2019      | Enigma            | Las Vegas | Estados Unidos | MGM Park Theater | 16 441 / 16 441 (100%)       | $4 504 452           |
| 15 de junio de 2019      | Enigma            | Las Vegas | Estados Unidos | MGM Park Theater | 16 441 / 16 441 (100%)       | $4 504 452           |
| Etapa III                |                   |           |                |                  |                              |                      |
| 17 de octubre de 2019    | Enigma            | Las Vegas | Estados Unidos | MGM Park Theater | 11 046 / 11 046 (100%)       | $3 298 210           |
| 19 de octubre de 2019    | Enigma            | Las Vegas | Estados Unidos | MGM Park Theater | 11 046 / 11 046 (100%)       | $3 298 210           |
| 20 de octubre de 2019    | Jazz & Piano      | Las Vegas | Estados Unidos | MGM Park Theater | 5297 / 5297 (100%)           | $1 808 499           |
| 23 de octubre de 2019    | Enigma            | Las Vegas | Estados Unidos | MGM Park Theater | 11 046 / 11 046 (100%)       | $3 298 210           |
| 25 de octubre de 2019    | Enigma            | Las Vegas | Estados Unidos | MGM Park Theater | 11 046 / 11 046 (100%)       | $3 298 210           |
| 26 de octubre de 2019    | Jazz & Piano      | Las Vegas | Estados Unidos | MGM Park Theater | 5296 / 5296 (100%)           | $1 808 498           |
| 31 de octubre de 2019    | Enigma            | Las Vegas | Estados Unidos | MGM Park Theater | 5523 / 5523 (100%)           | $1 649 105           |
| 2 de noviembre de 2019   | Enigma            | Las Vegas | Estados Unidos | MGM Park Theater | 5952 / 5952 (100%)           | $1 668 086           |
| 3 de noviembre de 2019   | Jazz & Piano      | Las Vegas | Estados Unidos | MGM Park Theater | 5286 / 5286 (100%)           | $1 818 438           |
| 8 de noviembre de 2019   | Enigma            | Las Vegas | Estados Unidos | MGM Park Theater | 5952 / 5952 (100%)           | $1 668 086           |
| 9 de noviembre de 2019   | Jazz & Piano      | Las Vegas | Estados Unidos | MGM Park Theater | 5286 / 5286 (100%)           | $1 818 437           |
| Etapa IV                 |                   | Las Vegas | Estados Unidos | MGM Park Theater |                              |                      |
| 28 de diciembre de 2019  | Enigma            | Las Vegas | Estados Unidos | MGM Park Theater | 11 078 / 11 078 (100%)       | $3 559 371           |
| 30 de diciembre de 2019  | Enigma            | Las Vegas | Estados Unidos | MGM Park Theater | 11 078 / 11 078 (100%)       | $3 559 371           |
| 31 de diciembre de 2019  | Jazz & Piano      | Las Vegas | Estados Unidos | MGM Park Theater | 5262 / 5262 (100%)           | $1 954 280           |
| Etapa V                  |                   |           |                |                  |                              |                      |
| 14 de octubre de 2021    | Jazz & Piano      | Las Vegas | Estados Unidos | MGM Park Theater | 44 371 / 44 371 (100%)       | $13 101 365          |
| 16 de octubre de 2021    | Jazz & Piano      | Las Vegas | Estados Unidos | MGM Park Theater | 44 371 / 44 371 (100%)       | $13 101 365          |
| 17 de octubre de 2021    | Jazz & Piano      | Las Vegas | Estados Unidos | MGM Park Theater | 44 371 / 44 371 (100%)       | $13 101 365          |
| 21 de octubre de 2021    | Jazz & Piano      | Las Vegas | Estados Unidos | MGM Park Theater | 44 371 / 44 371 (100%)       | $13 101 365          |
| 23 de octubre de 2021    | Jazz & Piano      | Las Vegas | Estados Unidos | MGM Park Theater | 44 371 / 44 371 (100%)       | $13 101 365          |
| 24 de octubre de 2021    | Jazz & Piano      | Las Vegas | Estados Unidos | MGM Park Theater | 44 371 / 44 371 (100%)       | $13 101 365          |
| 28 de octubre de 2021    | Jazz & Piano      | Las Vegas | Estados Unidos | MGM Park Theater | 44 371 / 44 371 (100%)       | $13 101 365          |
| 30 de octubre de 2021    | Jazz & Piano      | Las Vegas | Estados Unidos | MGM Park Theater | 44 371 / 44 371 (100%)       | $13 101 365          |
| 31 de octubre de 2021    | Jazz & Piano      | Las Vegas | Estados Unidos | MGM Park Theater | 44 371 / 44 371 (100%)       | $13 101 365          |
| Etapa VI                 |                   |           |                |                  |                              |                      |
| 14 de abril de 2022      | Jazz & Piano      | Las Vegas | Estados Unidos | MGM Park Theater | 46 196 / 46 196 (100 %)      | $12 935 506          |
| 16 de abril de 2022      | Jazz & Piano      | Las Vegas | Estados Unidos | MGM Park Theater | 46 196 / 46 196 (100 %)      | $12 935 506          |
| 17 de abril de 2022      | Jazz & Piano      | Las Vegas | Estados Unidos | MGM Park Theater | 46 196 / 46 196 (100 %)      | $12 935 506          |
| 21 de abril de 2022      | Jazz & Piano      | Las Vegas | Estados Unidos | MGM Park Theater | 46 196 / 46 196 (100 %)      | $12 935 506          |
| 23 de abril de 2022      | Jazz & Piano      | Las Vegas | Estados Unidos | MGM Park Theater | 46 196 / 46 196 (100 %)      | $12 935 506          |
| 24 de abril de 2022      | Jazz & Piano      | Las Vegas | Estados Unidos | MGM Park Theater | 46 196 / 46 196 (100 %)      | $12 935 506          |
| 28 de abril de 2022      | Jazz & Piano      | Las Vegas | Estados Unidos | MGM Park Theater | 46 196 / 46 196 (100 %)      | $12 935 506          |
| 30 de abril de 2022      | Jazz & Piano      | Las Vegas | Estados Unidos | MGM Park Theater | 46 196 / 46 196 (100 %)      | $12 935 506          |
| 1 de mayo de 2022        | Jazz & Piano      | Las Vegas | Estados Unidos | MGM Park Theater | 46 196 / 46 196 (100 %)      | $12 935 506          |
| Etapa VII                |                   |           |                |                  |                              |                      |
| 31 de agosto de 2023     | Jazz & Piano      | Las Vegas | Estados Unidos | MGM Park Theater | 58 668 / 60 096              | $17 030 118          |
| 2 de septiembre de 2023  | Jazz & Piano      | Las Vegas | Estados Unidos | MGM Park Theater | 58 668 / 60 096              | $17 030 118          |
| 3 de septiembre de 2023  | Jazz & Piano      | Las Vegas | Estados Unidos | MGM Park Theater | 58 668 / 60 096              | $17 030 118          |
| 6 de septiembre de 2023  | Jazz & Piano      | Las Vegas | Estados Unidos | MGM Park Theater | 58 668 / 60 096              | $17 030 118          |
| 7 de septiembre de 2023  | Jazz & Piano      | Las Vegas | Estados Unidos | MGM Park Theater | 58 668 / 60 096              | $17 030 118          |
| 9 de septiembre de 2023  | Jazz & Piano      | Las Vegas | Estados Unidos | MGM Park Theater | 58 668 / 60 096              | $17 030 118          |
| 10 de septiembre de 2023 | Jazz & Piano      | Las Vegas | Estados Unidos | MGM Park Theater | 58 668 / 60 096              | $17 030 118          |
| 28 de septiembre de 2023 | Jazz & Piano      | Las Vegas | Estados Unidos | MGM Park Theater | 58 668 / 60 096              | $17 030 118          |
| 30 de septiembre de 2023 | Jazz & Piano      | Las Vegas | Estados Unidos | MGM Park Theater | 58 668 / 60 096              | $17 030 118          |
| 1 de octubre de 2023     | Jazz & Piano      | Las Vegas | Estados Unidos | MGM Park Theater | 58 668 / 60 096              | $17 030 118          |
| 4 de octubre de 2023     | Jazz & Piano      | Las Vegas | Estados Unidos | MGM Park Theater | 58 668 / 60 096              | $17 030 118          |
| 5 de octubre de 2023     | Jazz & Piano      | Las Vegas | Estados Unidos | MGM Park Theater | 58 668 / 60 096              | $17 030 118          |
| Etapa VIII               |                   |           |                |                  |                              |                      |
| 19 de junio de 2024      | Jazz & Piano      | Las Vegas | Estados Unidos | MGM Park Theater | TBA                          | TBA                  |
| 20 de junio de 2024      | Jazz & Piano      | Las Vegas | Estados Unidos | MGM Park Theater | TBA                          | TBA                  |
| 27 de junio de 2024      | Jazz & Piano      | Las Vegas | Estados Unidos | MGM Park Theater | TBA                          | TBA                  |
| 29 de junio de 2024      | Jazz & Piano      | Las Vegas | Estados Unidos | MGM Park Theater | TBA                          | TBA                  |
| 30 de junio de 2024      | Jazz & Piano      | Las Vegas | Estados Unidos | MGM Park Theater | TBA                          | TBA                  |
| 3 de julio de 2024       | Jazz & Piano      | Las Vegas | Estados Unidos | MGM Park Theater | TBA                          | TBA                  |
| 5 de julio de 2024       | Jazz & Piano      | Las Vegas | Estados Unidos | MGM Park Theater | TBA                          | TBA                  |
| 6 de julio de 2024       | Jazz & Piano      | Las Vegas | Estados Unidos | MGM Park Theater | TBA                          | TBA                  |
| Total                    | Total             | Total     | Total          | Total            | 334 254 / 335 682 (99%)      | $96 935 708          |

### Conciertos privados
| Fecha                | Tipo de concierto | Ciudad     | País           | Lugar            | Evento               | Patrocinante |
| -------------------- | ----------------- | ---------- | -------------- | ---------------- | -------------------- | ------------ |
| 9 de mayo de 2019    | Enigma            | Orlando    | Estados Unidos | Amway Center     | SAPPHIRENOW          | SAP SE       |
| 17 de mayo de 2019   | Enigma            | Cupertino  | Estados Unidos | Apple Park       | Tributo a Steve Jobs | Apple        |
| 20 de mayo de 2019   | Enigma            | Las Vegas  | Estados Unidos | Mandalay Bay CC  | Amway A60 Convention | Amway        |
| 24 de junio de 2019  | Enigma            | Nueva York | Estados Unidos | Apollo Theater   | SiriusXM Concert     | Pandora      |
| 1 de febrero de 2020 | Enigma            | Miami      | Estados Unidos | Meridian Theater | Super Saturday Night | AT&T         |

### Conciertos cancelados y/o reprogramados
| Fecha                  | Tipo de concierto | Motivo                                                               |
| ---------------------- | ----------------- | -------------------------------------------------------------------- |
| 6 de noviembre de 2019 | Enigma            | Cancelado por bronquitis de la cantante.                             |
| 30 de abril de 2020    | Enigma            | Cancelado por cierre del recinto a causa de la pandemia de COVID-19. |
| 2 de mayo de 2020      | Enigma            | Cancelado por cierre del recinto a causa de la pandemia de COVID-19. |
| 3 de mayo de 2020      | Jazz & Piano      | Cancelado por cierre del recinto a causa de la pandemia de COVID-19. |
| 7 de mayo de 2020      | Jazz & Piano      | Cancelado por cierre del recinto a causa de la pandemia de COVID-19. |
| 9 de mayo de 2020      | Enigma            | Cancelado por cierre del recinto a causa de la pandemia de COVID-19. |
| 10 de mayo de 2020     | Jazz & Piano      | Cancelado por cierre del recinto a causa de la pandemia de COVID-19. |
| 13 de mayo de 2020     | Enigma            | Cancelado por cierre del recinto a causa de la pandemia de COVID-19. |
| 15 de mayo de 2020     | Enigma            | Cancelado por cierre del recinto a causa de la pandemia de COVID-19. |
| 16 de mayo de 2020     | Jazz & Piano      | Cancelado por cierre del recinto a causa de la pandemia de COVID-19. |